# Hammering
Hammering (pol. młotkowanie) – technika grania na instrumentach strunowych (najczęściej gitarze) polegająca na wydobywaniu dźwięku przez energiczne uderzanie i dociskanie struny do gryfu opuszkiem palca, w celu zmiany wydawanego już przez strunę dźwięku.
Wyróżnia się:
- Hammer-on – polega na podwyższeniu brzmiącego dźwięku

- Pull-off – polega na obniżeniu brzmiącego dźwięku